# Citroën-Kégresse P19
Il Citroën-Kégresse P19 era un veicolo militare semicingolato prodotto dalla francese Citroën e basato sul sistema sviluppato da Adolphe Kégresse. Il mezzo fu usato dall'Esercito francese e da quello polacco; esemplari di preda bellica furono impiegati dalla Wehrmacht durante la seconda guerra mondiale.

## Storia
Quando all'inizio degli anni trenta l'Armée de terre formò in seno alla cavalleria francese le nuove divisioni leggere di cavalleria (division légère de cavalerie o DLC), emerse il requisito per un veicolo ad alta mobilità per il trasporto di chasseurs portés e dragons portés, ovvero di fanti meccanizzati che avrebbero dovuto seguire e supportare i carri armati. Per i dragons portés delle DLC nel 1932 venne scelto il semicingolato Citroën-Kégresse P19 Voiture de Dragons Portés (P19 VDP), capace di trasportare mezza squadra, 7 uomini oltre il conduttore.
Nel 1939 erano in servizio 547 esemplari. Alla mobilitazione, il 1e ed il 4e Régiment de Dragons Portés (RDP) erano stati riequipaggiati con veicoli ruotati (rispettivamente Laffly S20TL 6×6 e Lorraine 28 6×4); i P19 VDP dismessi dai due reparti vennero redistribuiti agli altri reggimenti nell'inverno 1939-1940. Durante le operazioni della campagna di Francia i mezzi furono impiegati in combattimento dai 2e, 3e, 5e, 14e e 15e RDP (dipendenti rispettivamente da 3e, 2e, 1e, 4e e 5e DLC). Ogni reggimento schierava due battaglioni di dragoni, uno montato su P19 VDP ed uno su autocarri leggeri (Peugeot DK 5 J, Citroën U23 e Renault ADK). I veicoli catturati dalla Wehrmacht dopo la resa della Francia furono reimmessi in servizio e ridenominati Transportkraftwagen Ci 380(f).
L'Armée de terre acquisì la versione da ricognizione fuoristrada (voiture de liaison tout terrain oVLTT) a 6 posti Citroën-Kégresse P19B; nel 1939 erano in servizio 600 esemplari.
All'inizio del 1931 la Francia accettò di consegnare alla Polonia 94 semicingolati Citroën-Kégresse nei vari modelli P14, P17 e P19. I mezzi furono consegnati tra il maggio 1931 ed il dicembre 1933 ed impiegati come trattori d'artiglieria, veicoli da collegamento e posto telefonico. Nel 1936 la P19 venne sostituita dalla Polski Fiat 508 Łazik.

## Tecnica
Il mezzo faceva parte della famiglia di semicingolati Citroën-Kégresse. Il telaio a longheroni era caratterizzato da un rullo sul muso, che favoriva il superamento di dossi e trincee. Le ruote anteriori, direttrici, avevano balestre semiellittiche; il treno di rotolamento era del tipo "Kégresse-Hinstin", sviluppato per i grandi raid trans-africani degli anni venti era costituito dalla ruota motrice anteriore, dalla ruota di rinvio posteriore su un bilanciere, da due carrellini portanti a due ruote ciascuno collegati all'asse posteriore da balestre semiellittiche e da un rullo reggicingolo. In posizione avanzata era montato il motore esacilindrico a benzina Citroën AC6F da 2442 cm³, erogante 42 CV a 2800 giri/min. La carrozzeria torpedo ospitava 7 dragoni più il conduttore sulla P19 VDP, mentre era a 6 posti totali sulla P19B.